# Vlag van de rijzende zon

Vlag van het keizerlijke Japanse leger (1870–1945)

Vlag van de Japanse Zelfverdedigingstroepen (1954–)

Vlag van de keizerlijke Japanse marine (1889–1945) en de Japanse Maritieme Zelfverdedigingstroepen (1954–). Verhouding 2:3

De vlag van de rijzende zon (旭日旗, kyokujitsu-ki) is een Japanse vlag die bestaat uit een rode schijf met zestien rode stralen die vanuit de schijf naar de randen stralen. Net als de nationale vlag van Japan symboliseert de vlag de zon.
De beeltenis van een rijzende zon is al enkele eeuwen in gebruik in Japan, op vlaggen zeker sinds de Edo-periode (1603-1868). In 1870 werd de vlag door de Meiji-regering aangenomen als de oorlogsvlag van het keizerlijke Japanse leger en in 1889 werd het aangenomen als de zeevlag van de keizerlijke Japanse marine.
Sinds 1954 wordt de vlag gehesen door de Japanse Maritieme Zelfverdedigingstroepen, en een versie met acht stralen wordt gebruikt door de Japanse Zelfverdedigingstroepen en Japanse Grondzelfverdedigingsmacht. Het ontwerp van de rijzende zon is ook te zien in tal van scènes uit het dagelijks leven van Japan, zoals op spandoeken van vissers die een grote visvangst vieren, op feestvlaggen bij de geboorte van een kind en op vlaggen bij seizoensfestiviteiten.
De vlag is controversieel in Korea en China, waar hij wordt geassocieerd met Japans militarisme en imperialisme.

## Geschiedenis en ontwerp
De symboliek van de rijzende zon gaat in Japan terug tot de Asuka-periode (538-710 n.Chr.). In 607 werd een officiële correspondentie van de Japanse keizer die begon met "van de keizer van het land van de rijzende zon" naar de Chinese keizer Sui Yangdi gestuurd. De Japanse archipel ligt ten oosten van het Aziatische vasteland en is van daaruit bekeken waar de zon "rijst" (opkomt). Japan wordt daarom ook wel "het land van de rijzende zon" genoemd. In het 12e-eeuwse werk Heike monogatari stond geschreven dat verschillende samoerai tekeningen van de zon op hun waaiers droegen.

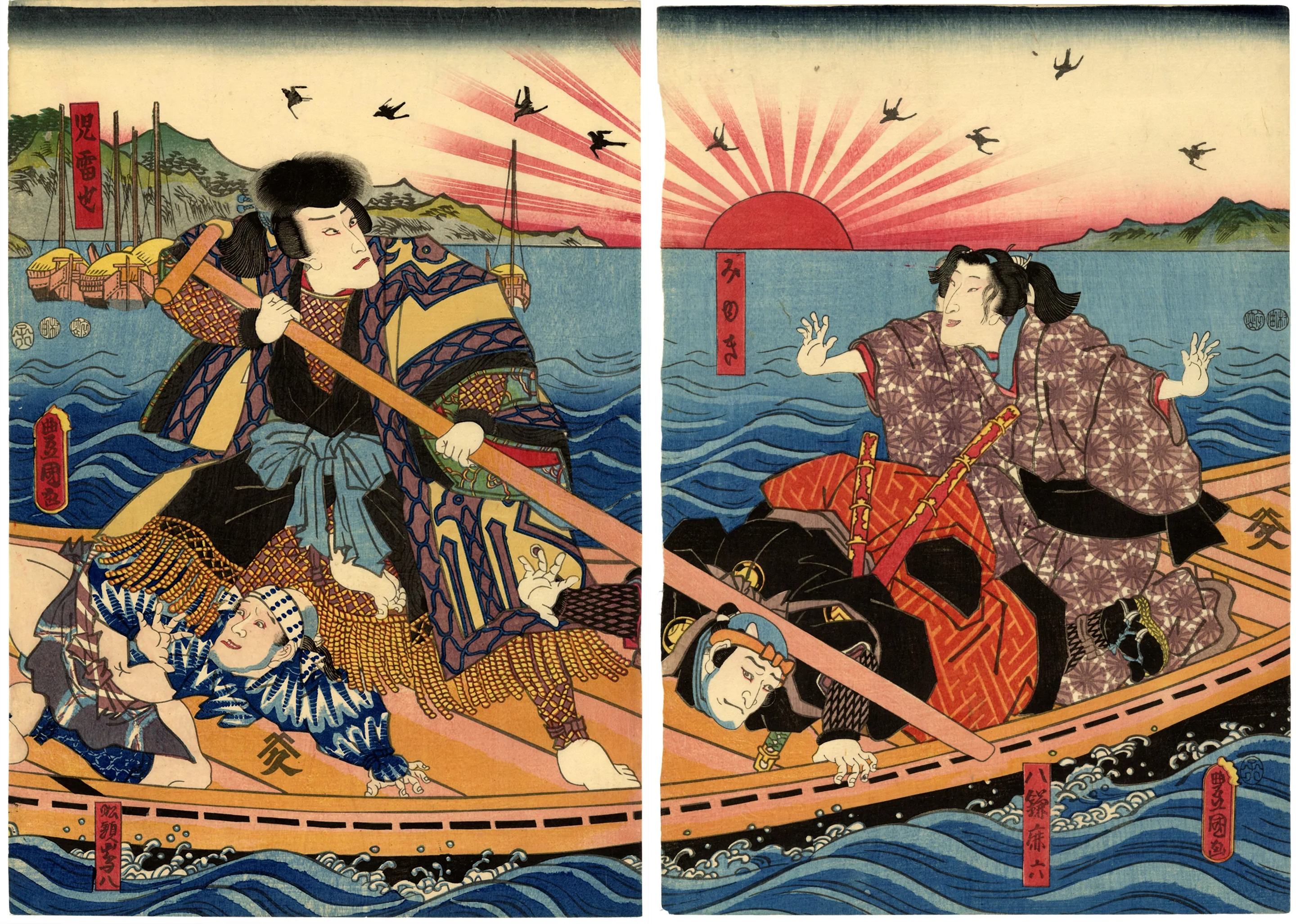
Jiraiya, zonsopkomst en boot, ukiyo-e door Utagawa Kunisada, 1852.
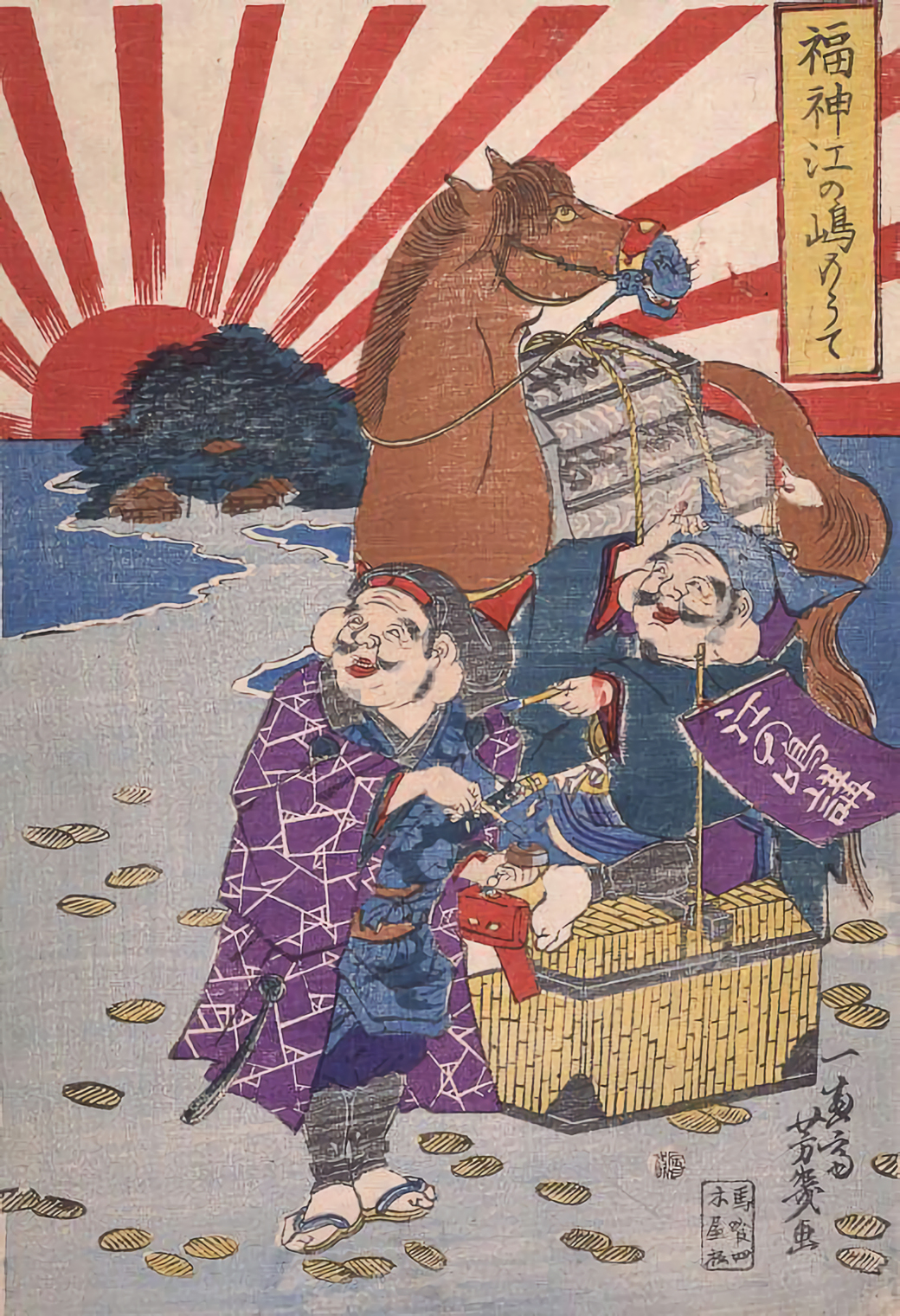
Lucky Gods' visit to Enoshima, ukiyo-e door Utagawa Yoshiiku, 1869.
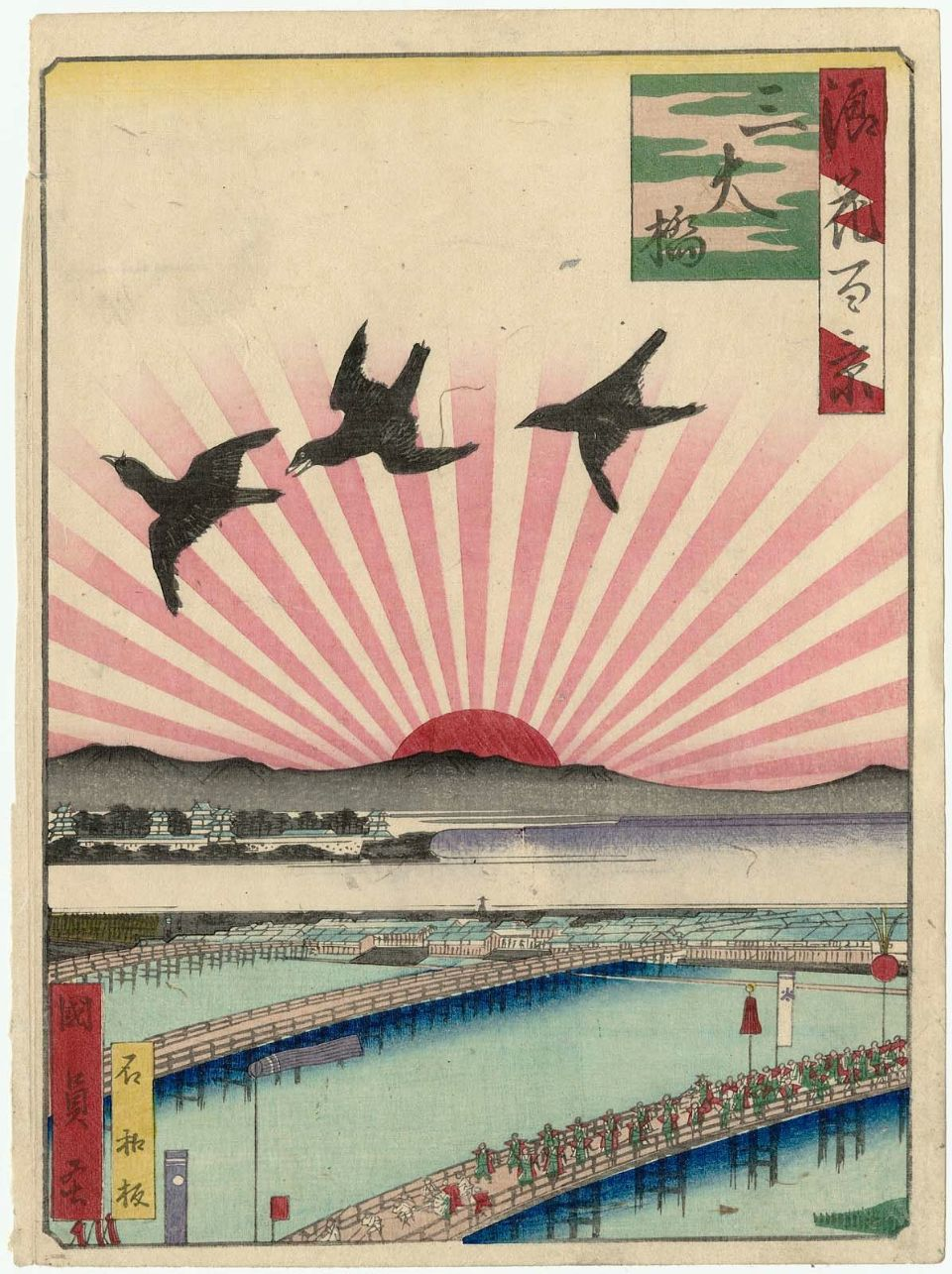
One Hundred Views of Osaka, Three Great Bridges, door Utagawa Kunikazu, 1854.

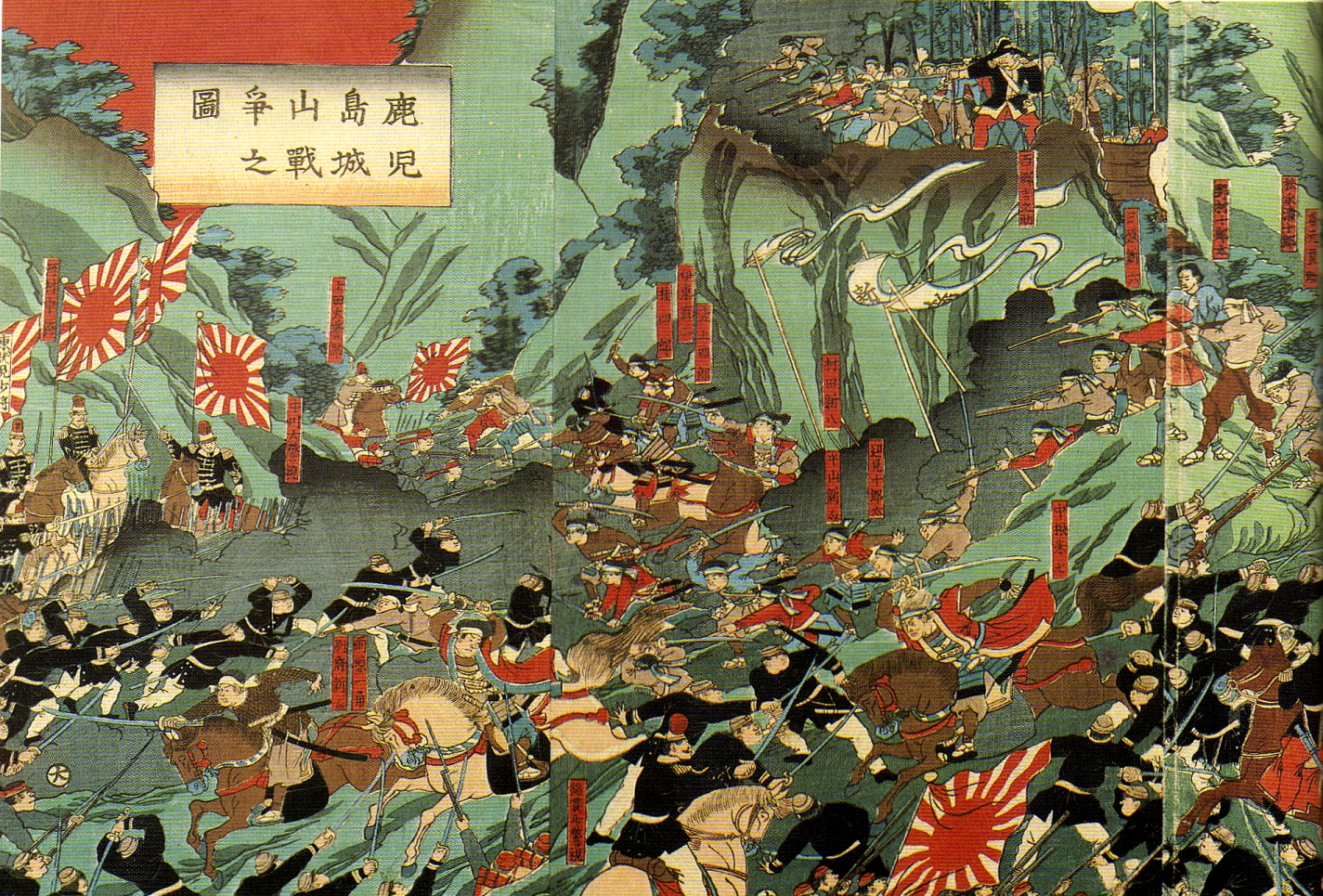
De vlag van de rijzende zon in de slag om Shiroyama, 1877

Het ontwerp van de vlag met de rijzende zon is vergelijkbaar met de nationale vlag van Japan en bestaat uit een gecentreerde, rode cirkel die de zon voorstelt, met als toevoeging zestien rode zonnestralen. Op 15 mei 1870 werd de vlag, als beleid van de Meiji-regering, aangenomen als de oorlogsvlag van het keizerlijke Japanse leger. Op 7 oktober 1889 werd een variant aangenomen als de zeevlag van de keizerlijke Japanse marine, met de zon uit het centrum, meer naar de mastzijde. De vlag werd gebruikt in verschillende overzeese oorlogen vanaf de Meiji-periode tot aan de Tweede Wereldoorlog. Toen Japan in augustus 1945 werd verslagen en het keizerlijke leger en de marine werden ontbonden, raakte de vlag in onbruik.
Met de heroprichting van een zelfverdedigingsmacht in 1954 werd de vlag opnieuw aangenomen. De vlag met zestien stralen is sindsdien de vlag van de maritieme zelfverdedigingsmacht. De Japanse Zelfverdedigingstroepen en de Japanse Grondzelfverdedigingsmacht gebruiken een aangepaste versie, de Hachijō-Kyokujitsuki (八条旭日旗), met acht stralen en een driehoekige, gouden rand. De stralen van deze versie zijn asymmetrisch en maken hoeken van 19, 21, 26 en 24 graden.

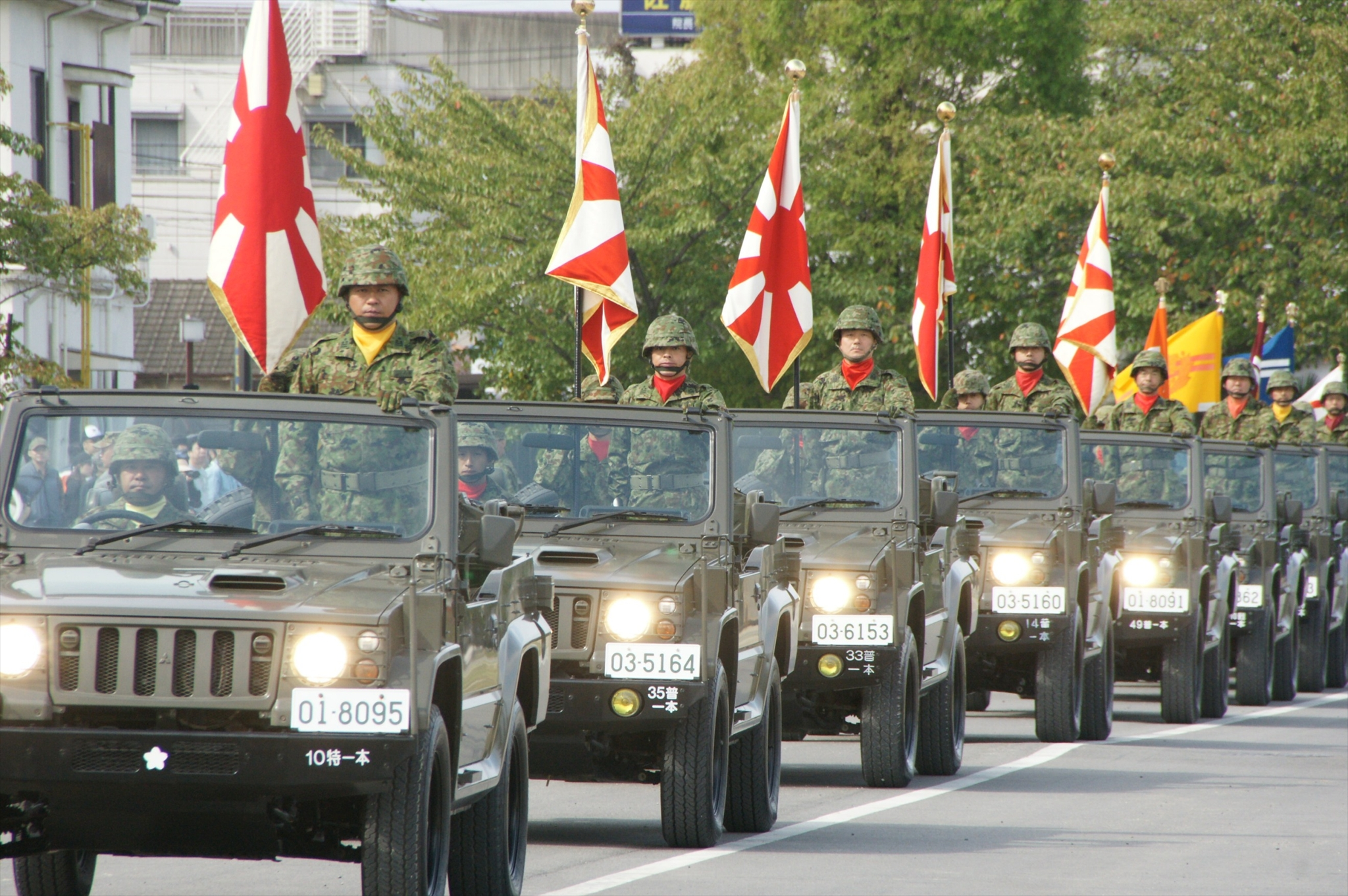
Parade van de Japanse Zelfverdedigingstroepen
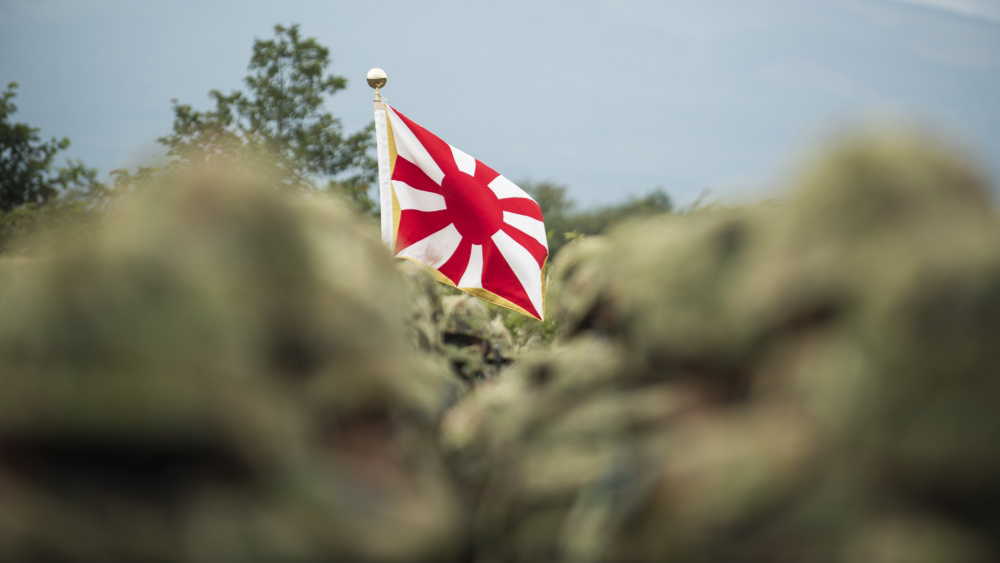
Vlag van de Japanse Zelfverdedigingstroepen
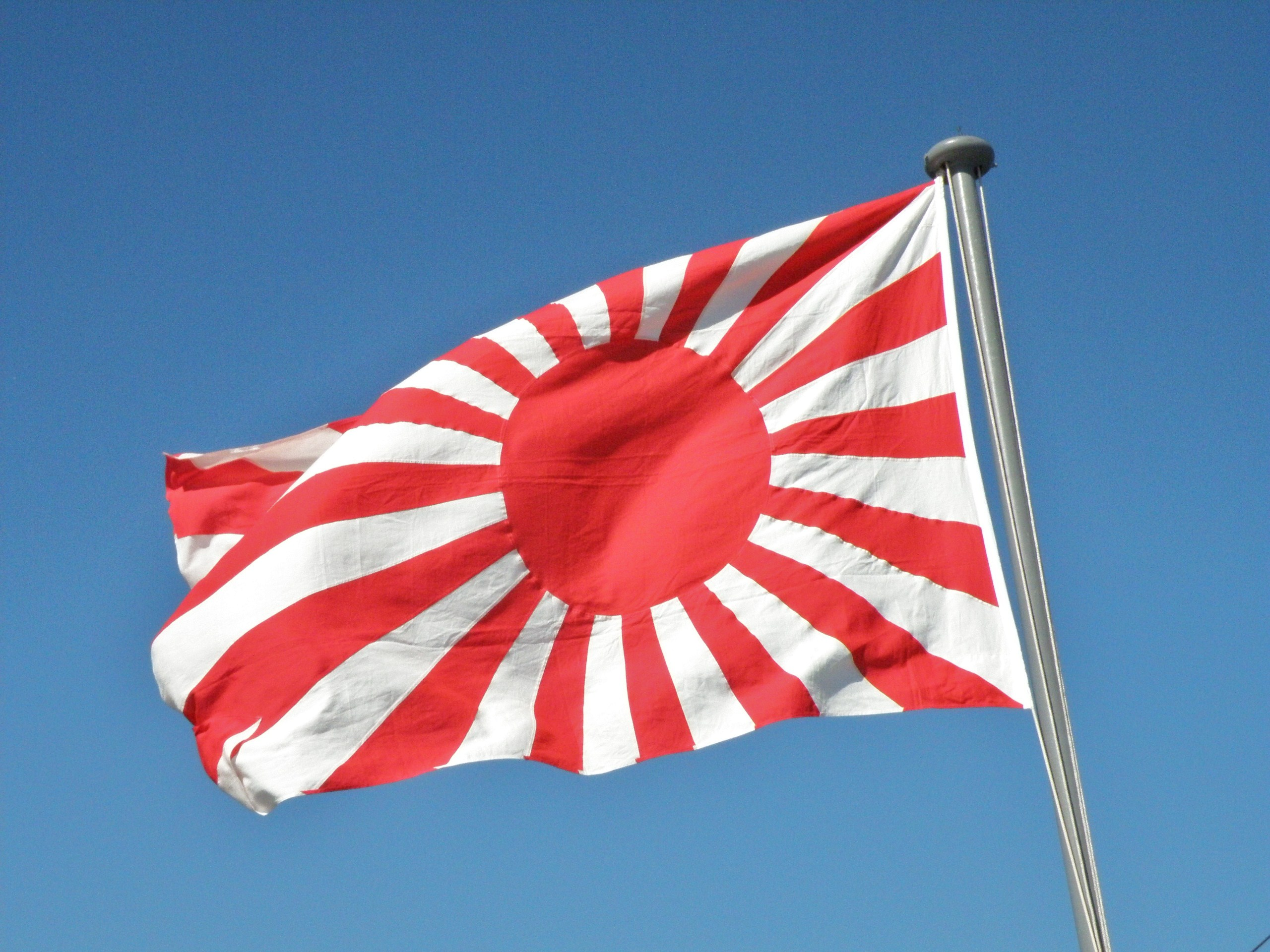
Vlag van de Maritieme Zelfverdedigingsmacht
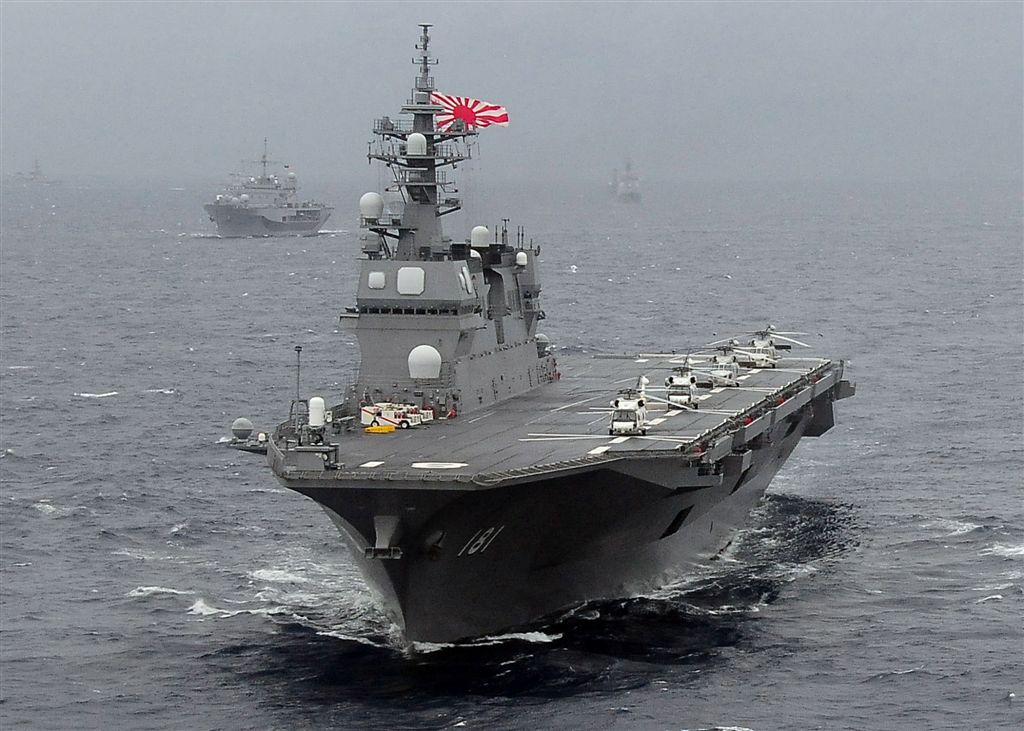
JS Hyūga met de rijzende zonvlag

## Hedendaags gebruik
In Japan is het ontwerp van de rijzende zon (asahi) terug te vinden op feestvlaggen bij geboortes en seizoensfestiviteiten. De rijzende zon verschijnt ook op posters en commerciële productetiketten, zoals op de blikjes van een Asahi-lagerbier. Het ontwerp is ook verwerkt in de vlag van de populaire Japanse krant Asahi Shimbun, evenals op spandoeken genaamd "grote vangstvlaggen" (大漁旗, tairyō-bata) die door vissers worden gehesen op hoop van een goede vangst.
Terwijl Japan de vlag van de rijzende zon als onderdeel van zijn cultuur beschouwt, heeft de vlag een slechte reputatie in landen met een historisch anti-Japans sentiment, met name in China en Zuid-Korea, waar hij wordt geassocieerd met Japans militarisme en imperialisme. Tijdens de Olympische Spelen in 2008 in Peking werden Japanse fans gewaarschuwd om de vlag niet te voeren, omdat dit beledigend kon zijn en problemen met de Chinezen zou kunnen veroorzaken.

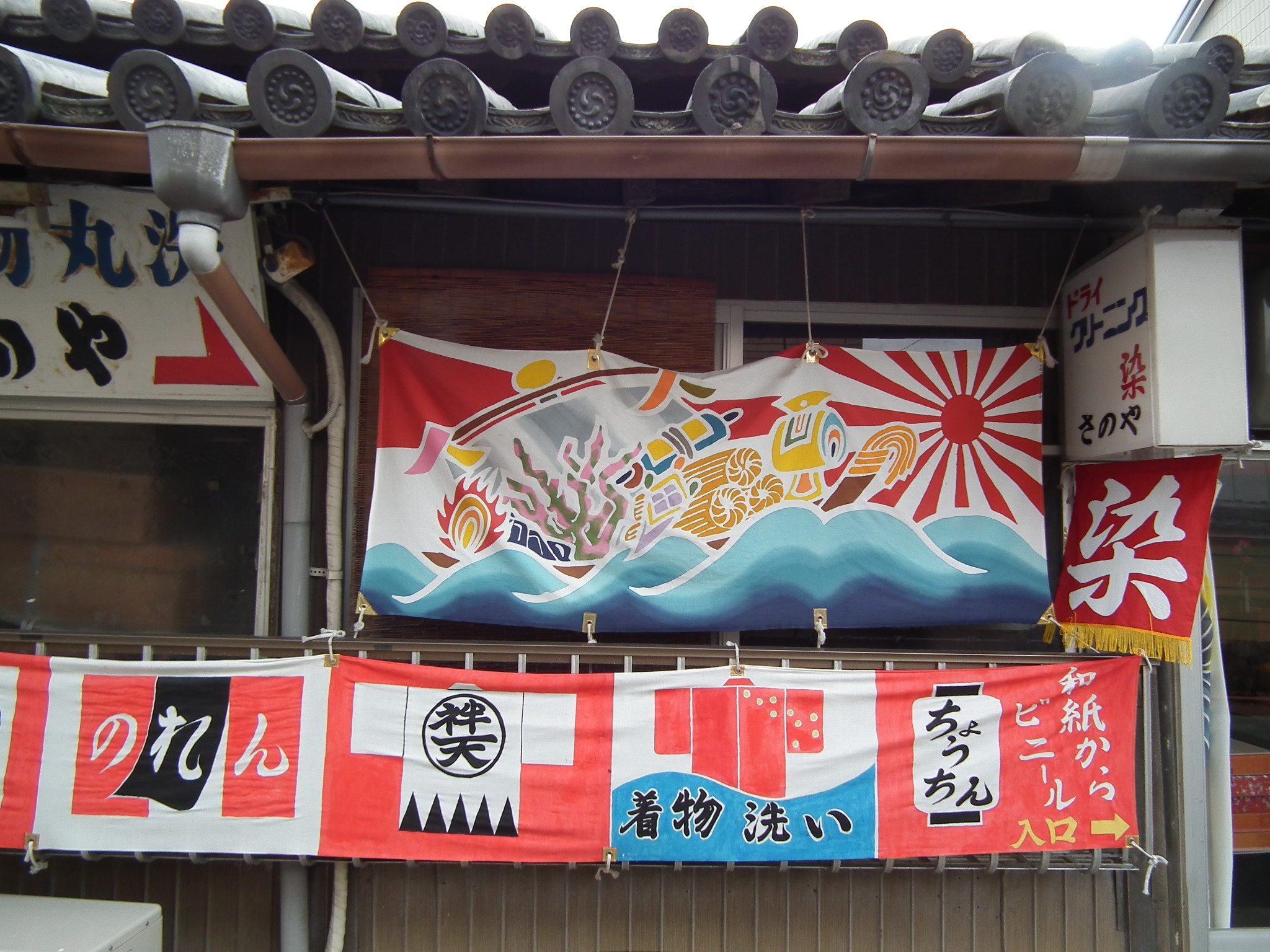
Tairyō-bata, een traditionele Japanse vissersvlag
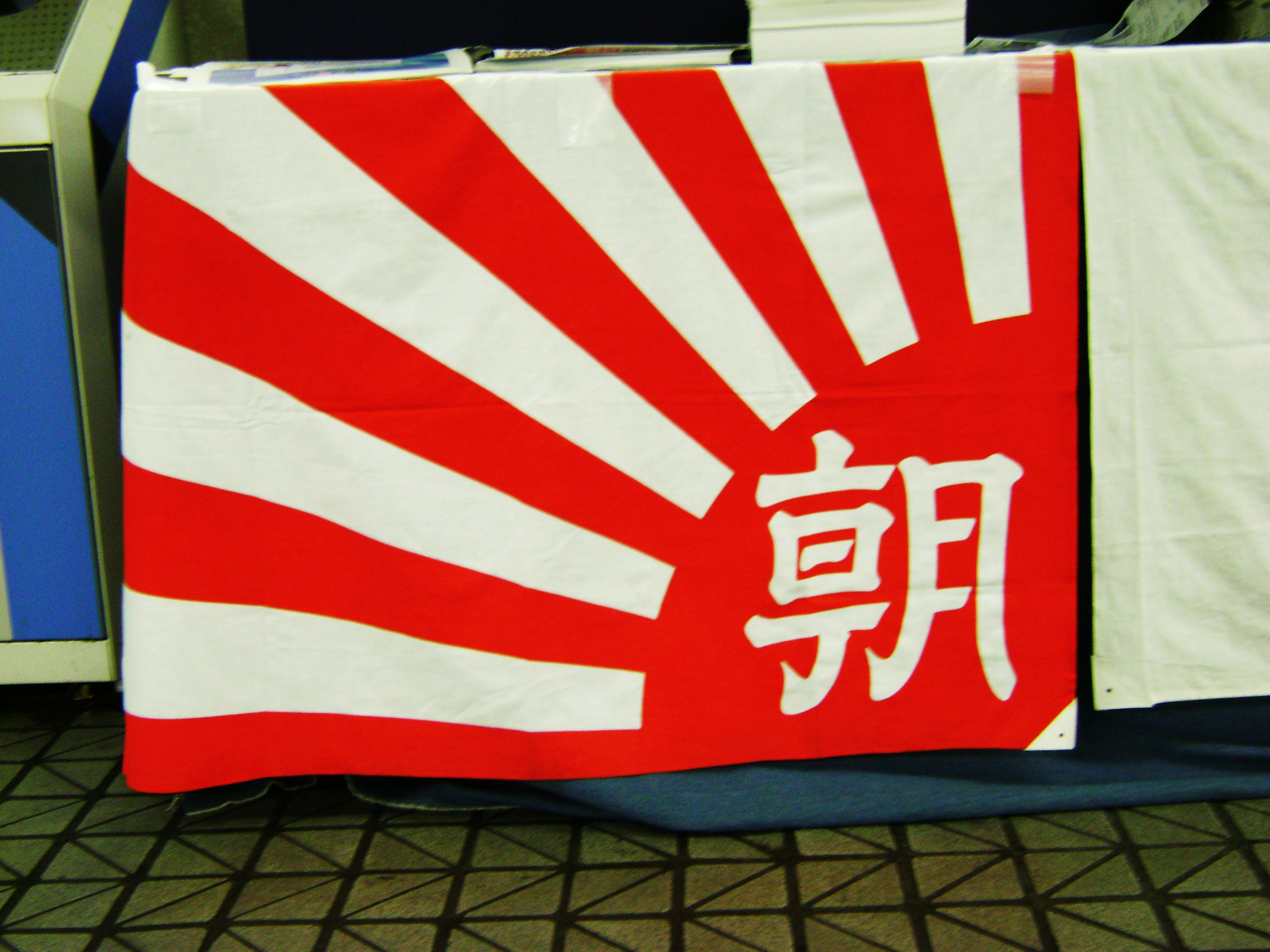
Vlag van Asahi Shimbun sinds 1889
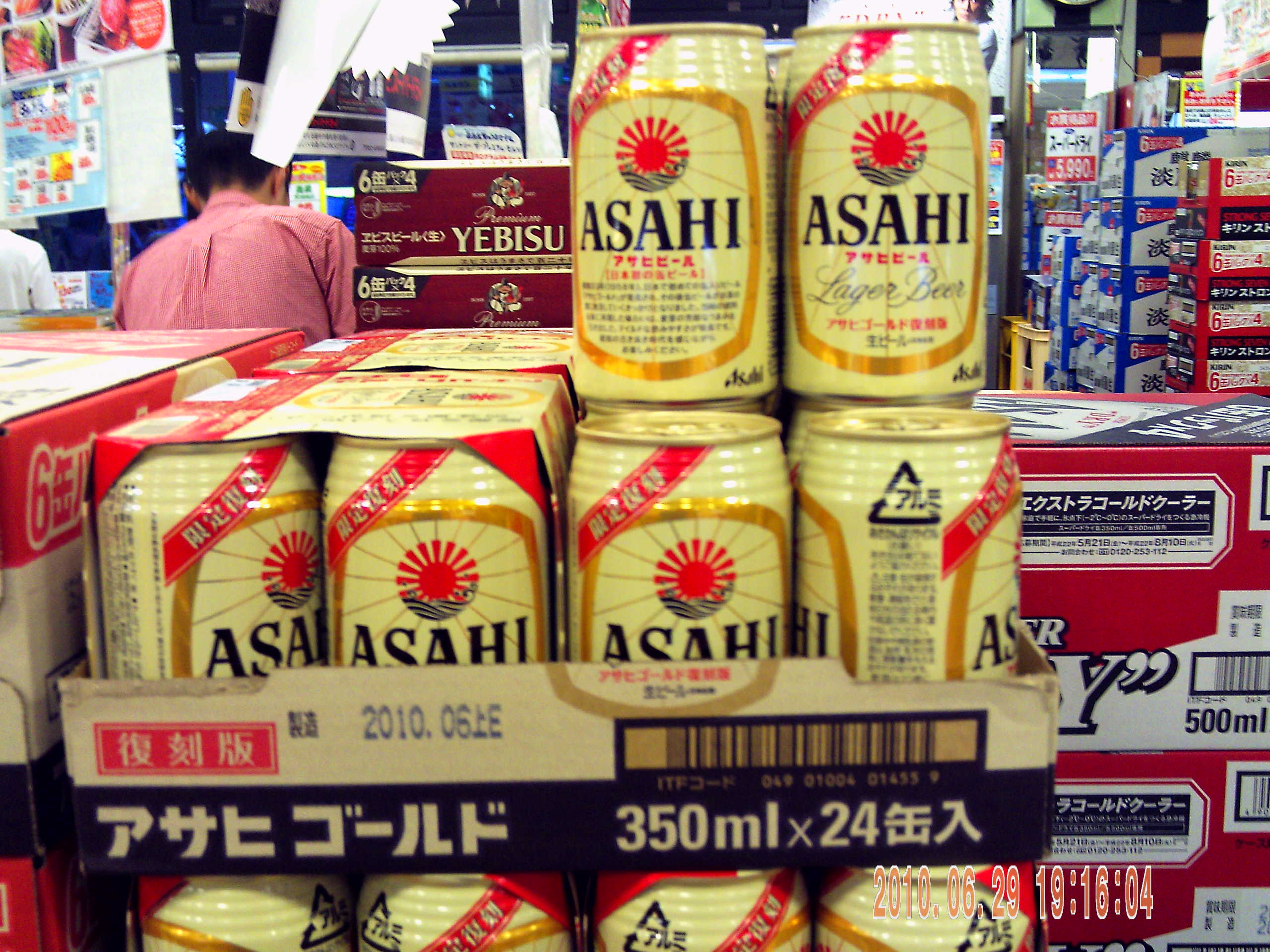
Sixpacks Asahi Gold-bier
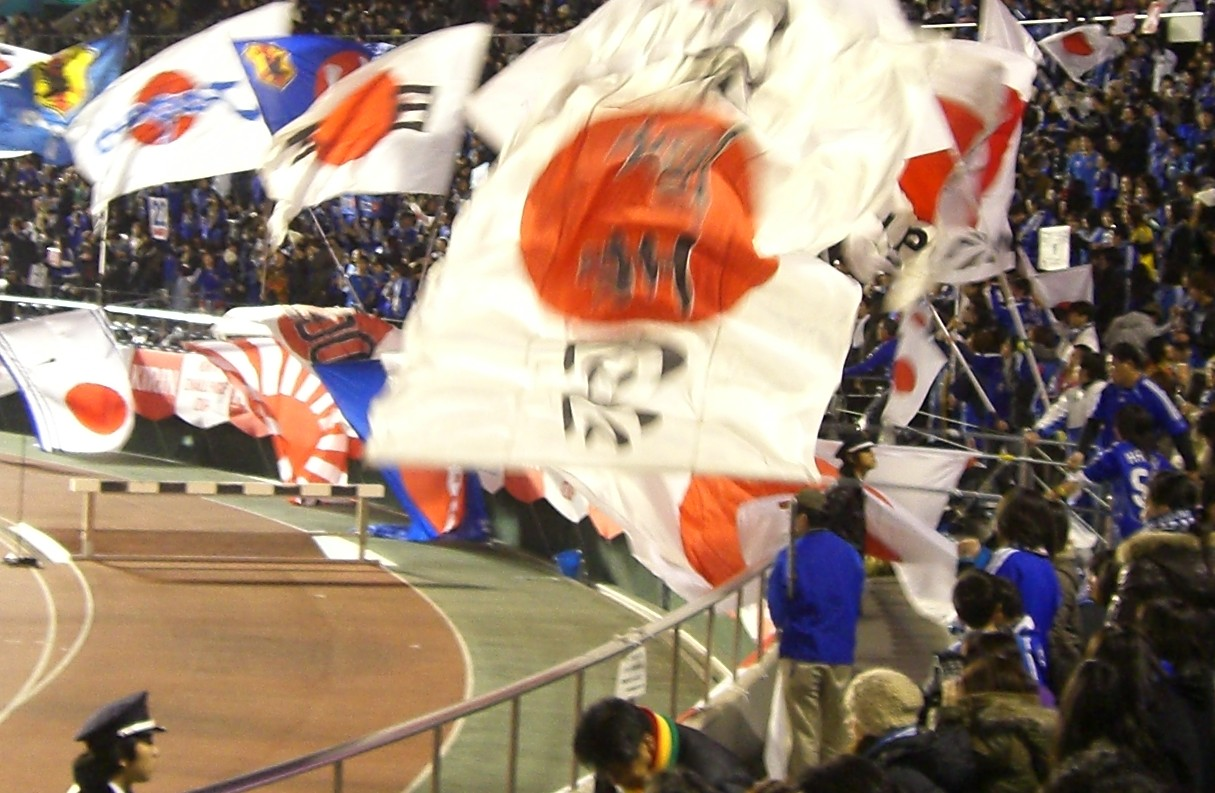
Rijzende Zonvlag bij een voetbalwedstrijd